# Horisme superans
Horisme superans là một loài bướm đêm trong họ Geometridae.